# 퓰리처상 만평 부문
퓰리처상 만평 부문(Pulitzer Prize for Editorial Cartooning)은 미국의 시상식인 퓰리처상의 14개의 저널리즘 분야 중 하나이다.

## 수상 내역
- 1990년 버팔로뉴스
- 1991년 신시내티 인콰이어
- 1992년 필라델피아 데일리뉴스
- 1993년 Stephen R. Benson of The Arizona Republic
- 1994년 Michael P. Ramirez of Commercial Appeal, Memphis, TN
- 1995년 Mike Luckovich of The Atlanta Constitution
- 1996년 마이애미 헤럴드
- 1997년 타임스 피카윤
- 1998년 Stephen P. Breen of Asbury Park Press, Neptune, NJ
- 1999년 시애틀 포스트 인텔리전서
- 2000년 렉싱턴 헤럴드
- 2001년 트리뷴 미디어 서비스
- 2002년 크리스천 사이언스 모니터
- 2003년 시애틀 포스트 인텔리젠서
- 2004년 저널뉴스
- 2005년 쿠리어 저널
- 2006년 애틀랜타 저널
- 2007년 롱아일랜드 뉴스데이
- 2008년 인베스터 비즈니스 데일리
- 2009년 샌디에이고 유니온 트리뷴
- 2010년 SFGate.com
- 2011년 덴버 포스트
- 2012년 폴리티코
- 2013년 미네아폴리스 스타트리뷴
- 2014년 옵저버
- 2015년 버팔로 뉴스